# Ichtiman (gmina)
Ichtiman (bułg.: Община Ихтиман) – gmina w zachodniej Bułgarii, w obwodzie sofijskim.

## Miejscowości
Lista miejscowości gminy Ichtiman:
- Balowci (bułg.: Бальовци),
- Belica (bułg.: Белица),
- Boerica (bułg.: Боерица),
- Bogdanowci (bułg.: Богдановци),
- Borika (bułg.: Борика),
- Buzjakowci (bułg.: Бузяковци),
- Byrdo (bułg.: Бърдо),
- Czernjowo (bułg.: Черньово),
- Dżamuzowci (bułg.: Джамузовци),
- Ichtiman (bułg.: Ихтиман) - siedziba gminy,
- Kostadinkino (bułg.: Костадинкино),
- Lubnica (bułg.: Любница),
- Meczkowci (bułg.: Мечковци),
- Mirowo (bułg.: Мирово),
- Muchowo (bułg.: Мухово),
- Nejkjowec (bułg.: Нейкьовец),
- Panowci (bułg.: Пановци),
- Paunowo (bułg.: Пауново),
- Polanci (bułg.: Полянци),
- Popowci (bułg.: Поповци),
- Ryżana (bułg.: Ръжана),
- Selanin (bułg.: Селянин),
- Stambołowo (bułg.: Стамболово),
- Wakareł (bułg.: Вакарел),
- Wenkowec (bułg.: Венковец),
- Werinsko (bułg.: Веринско),
- Żiwkowo (bułg.: Живково).